# 野坂一郎

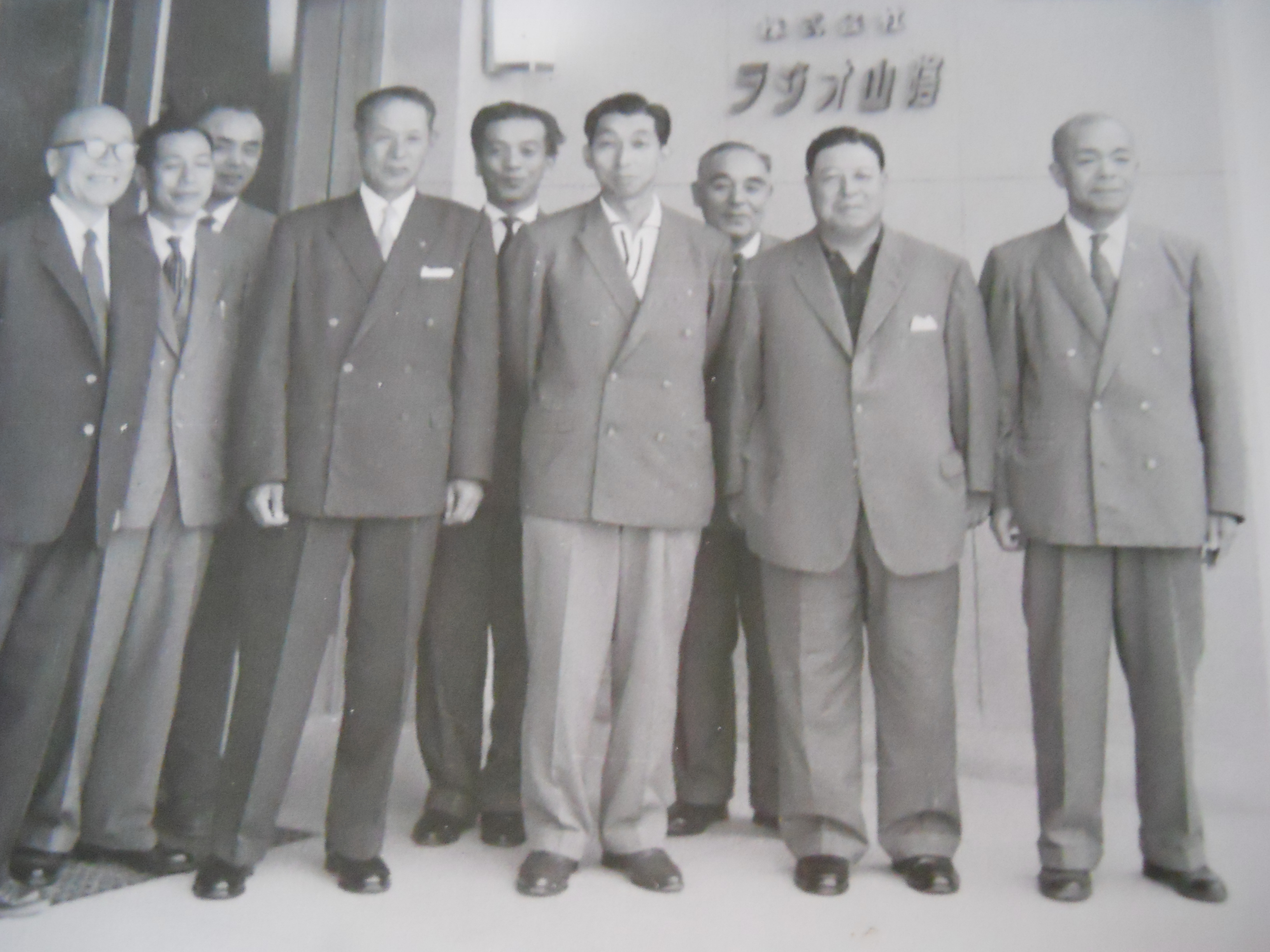
右から野坂康久、2代目坂口平兵衛、青砥喜三郎、高松宮宣仁親王、青砥昇、織田収、野坂一郎、伊坂定吉、野坂寛治（1954年、ラジオ山陰開局）

野坂 一郎（のざか いちろう、明治45年（1912年）6月20日 - 没年不明）は、日本の無線技師、実業家、作家。元ラジオ山陰（現山陰放送）常務。
鳥取県米子市長・野坂康夫の伯父。洋食のレストランおよびレコード、楽器店を営んだ野坂康久（“十字屋”経営主）の長男。

## 経歴
鳥取県西伯郡米子町（現米子市）出身。康久の長男。
昭和7年（1932年）無線電信講習所本科卒業。大阪商船外国航路通信士。上海華中電気通信股份有限公司日立造船各勤務を経て、昭和29年（1954年）3月ラジオ山陰（現山陰放送）に弟陞三と勤める。
その間昭和13年（1938年）サンデー毎日大衆文芸第一席に当選。週刊朝日小説に三席入賞以後作品約十五発表。

## 人物像
ラジオ山陰（現山陰放送）について、甥の野坂康夫によれば「戦前に無線技師をしていた経験を持つおじ（野坂）が発案し、祖父（康久）がこれを強力に支援し、父（陞三）と3人が協力し、たくさんのかたがたの参画、支援を得て、開局に至ったものだった。」という。
趣味は文学書写真。宗教は仏教。住所は鳥取県米子市角盤町。

## 家族・親族

### 野坂家
（鳥取県米子市法勝寺町、米子市東倉吉町、米子市角盤町、米子市錦町、米子市義方町）
野坂家は米子・法勝寺町の商家だった。屋号は油屋。米子で蠟油の取り扱い業者としては唐櫛屋（益尾）、山形屋（上田）、油屋（野坂）などが有名であった。
- 祖父・吉五郎（実業家、政治家、地主、元中国興業銀行常務取締役[4]、元米子町会議員）

慶応2年（1866年）9月 - 没
- 父・康久（実業家、政治家）

明治22年（1889年）6月生 - 没
- 母・幹代
- 大伯父・茂三郎[5]（鳥取県平民[6]、呉服商、人参製造・米綿仲買商[5]、実業家、政治家、大地主）

文久元年（1861年）2月生 - 大正12年（1923年）5月没
- 大叔父・康二（実業家）

明治10年（1877年）4月生 - 没
- 妻（島根県、島田伊一三女[1]）
- 長男[1]
- 長女[1]